# Oikopleura vanhoeffeni
Oikopleura vanhoeffeni är en ryggsträngsdjursart som beskrevs av Lohman 1896. Oikopleura vanhoeffeni ingår i släktet Oikopleura och familjen lysgroddar. Inga underarter finns listade i Catalogue of Life.